# Arialdus

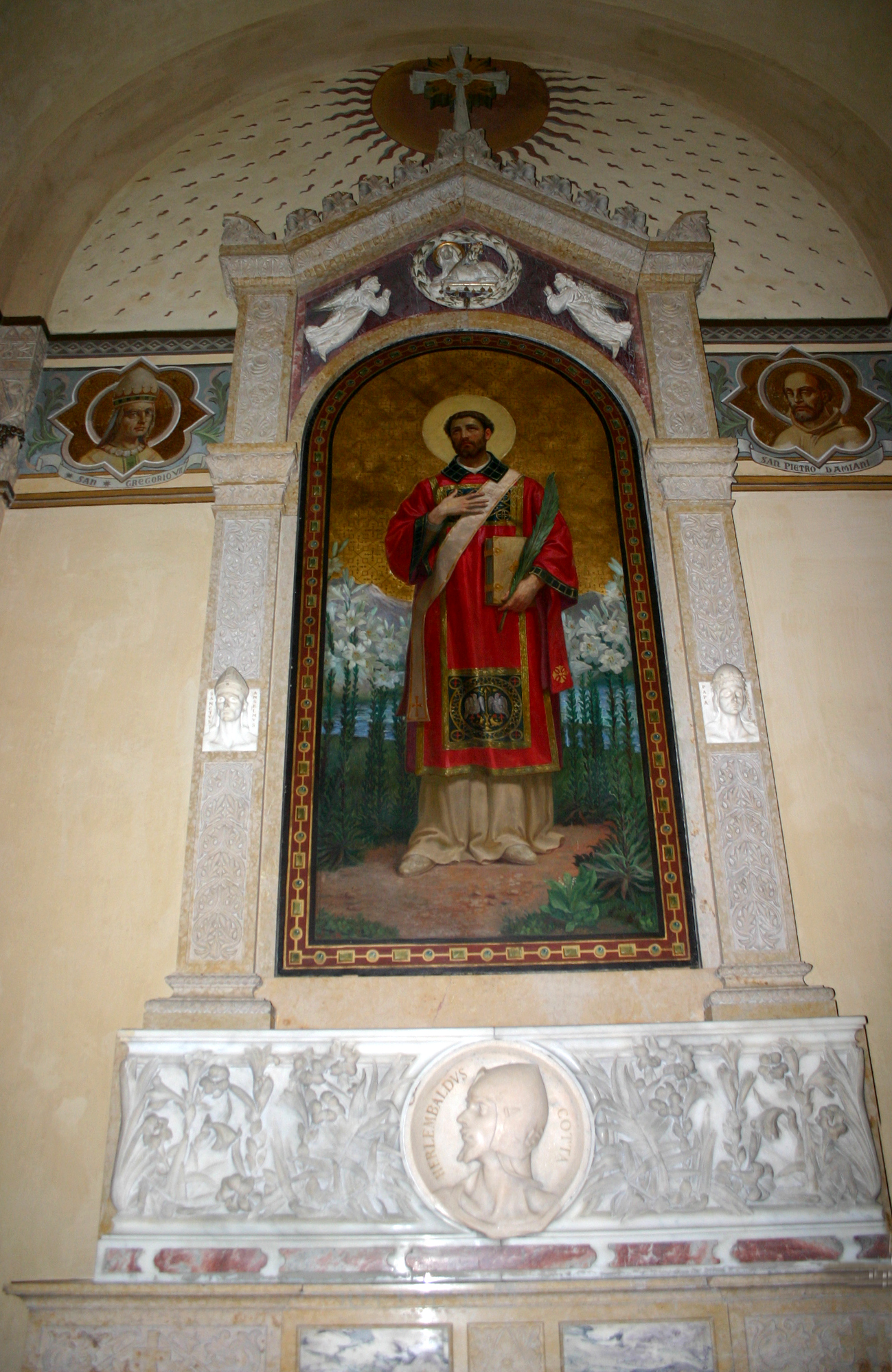
Arialdus

Arialdus oder Arialdo Alicatus (* um 1000 bei Como, heute Italien; † 27. Juni 1066 am Lago Maggiore) ist ein Heiliger der römisch-katholischen Kirche, zu Lebzeiten Diakon in der Region um Mailand.

## Leben
Arialdus war ein umfassend gebildeter Diakon, der sich in seinem Predigtdienst besonders um moralische und sittliche Erneuerung bemühte. In der Mitte des 11. Jahrhunderts gründete er mit Gleichgesinnten die Volksbewegung Pataria, die sich eine Reform der Frömmigkeit unter der Bevölkerung zum Ziel gesetzt hatte. Arialdus wurde von Gegnern dieser Erneuerungsbestrebungen am 27. Juni 1066 ermordet. Die kultische Verehrung des Arialdus wurde am 13. Juli 1904 durch Papst Pius X. genehmigt. Sein Gedenktag ist der 27. Juni.

## Darstellung
Arialdus wird bekleidet mit der Dalmatik des Diakons dargestellt. Als Attribute des Martyriums zeigt man ihn mit Schwert und Palme, hinweisend auf seine hohe Bildung wird er auch mit einem Buch abgebildet.